# Voyage officiel

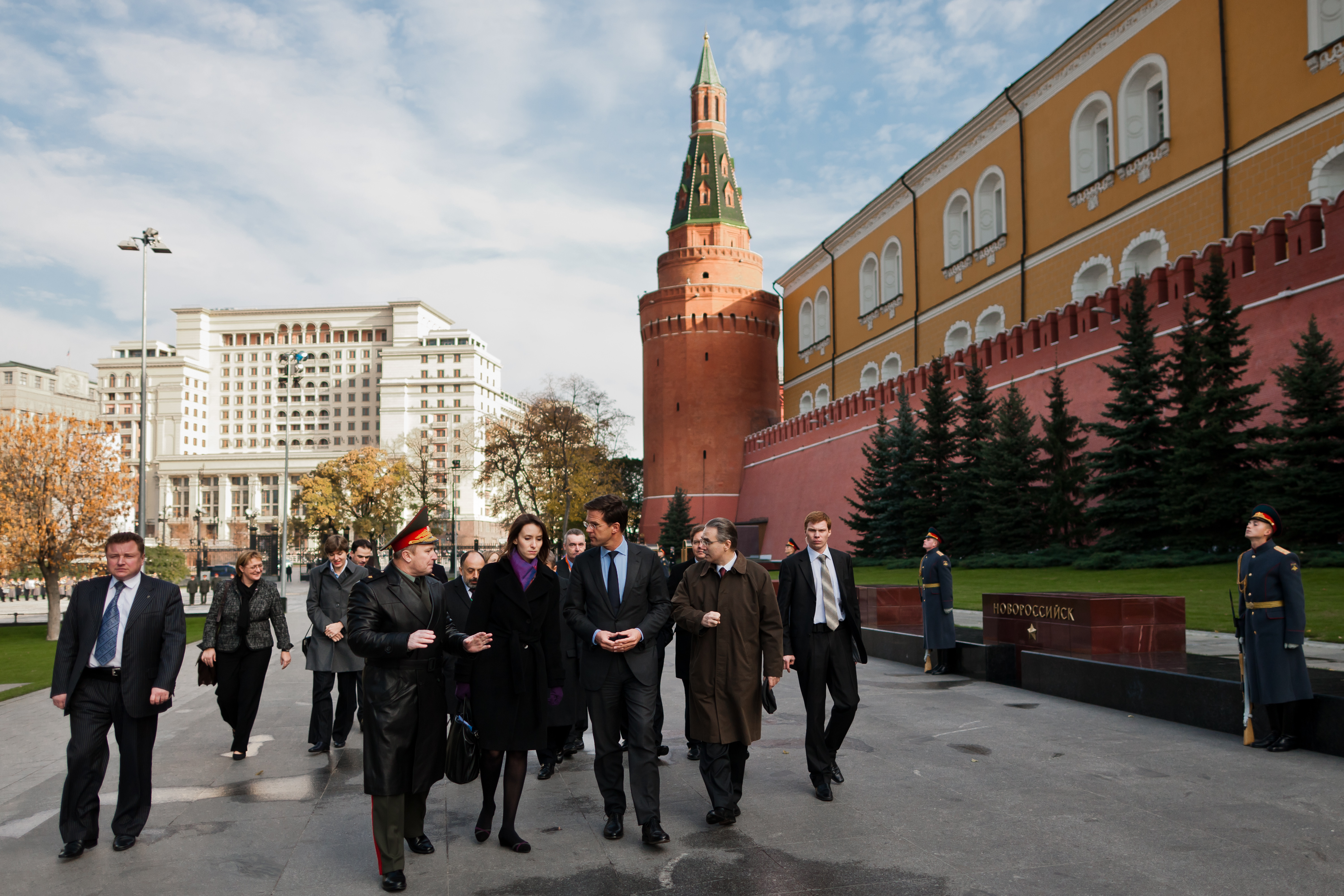
Des autorités russes font visiter le Kremlin à une délégation néerlandaise lors d'un voyage officiel (2011).

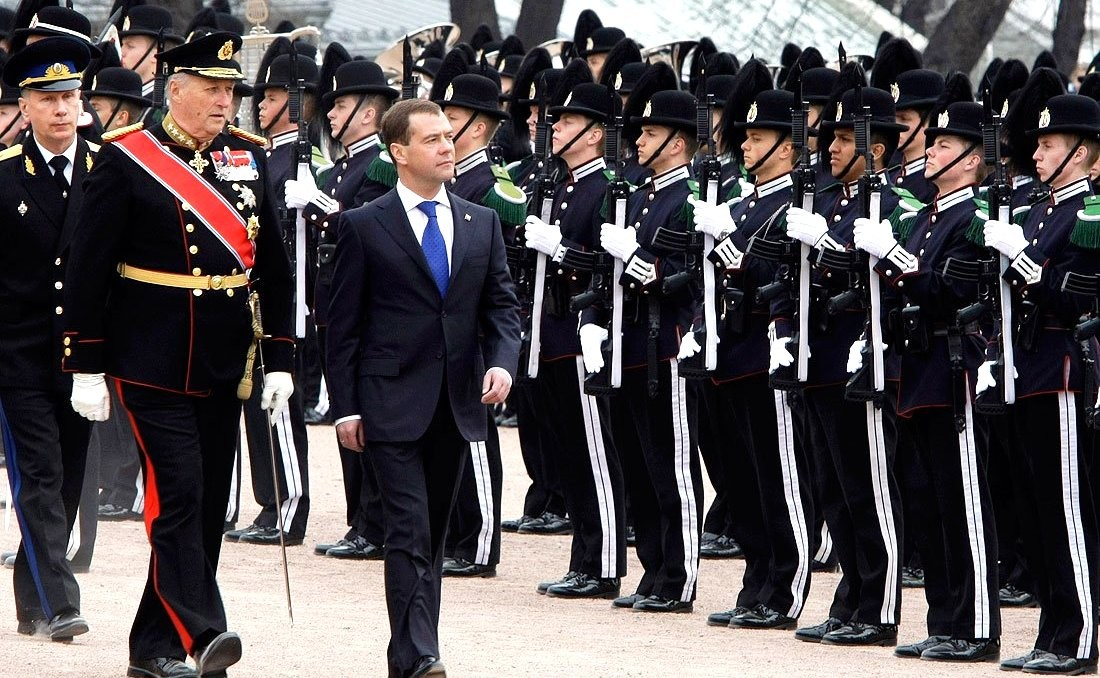
Le président russe Dmitri Medvedev et le roi norvégien Harald V lors d'une visite officielle de deux jours en Norvège (2010).

Un voyage officiel ou visite officielle est un voyage organisé, généralement de plusieurs jours, à destination des journalistes et conçu par une instance gouvernementale (gouvernement, présidence, ministère). Généralement, ce type de voyage a des visées diplomatiques ou évènementielles et permet d'obtenir une couverture rédactionnelle importante.

## Description
Un voyage officiel est généralement organisé à l’occasion d'un voyage important pour l'instance gouvernementale. L’objectif pour l'organisateur est d’obtenir une couverture rédactionnelle (articles de presse, reportages) la plus importante possible, et d'échanger avec son hôte.
Dans le protocole français, le degré le plus élevé des visites à l’étranger est le voyage d’État, devant le voyage officiel, le voyage de travail et le voyage privé.